# Cantonul Metz-Ville-1
Cantonul Metz-Ville-1 este un canton din arondismentul Metz-Ville, departamentul Moselle, regiunea Lorena, Franța.